# The Stones of Blood
A The Stones of Blood a Doctor Who sorozat 100. története, amit 1978. október 28.-a és november 18.-a között vetítettek négy epizódban. A történet utolsó részét követően volt a sorozat indulásának 15. évfordulója.

## Történet
A Doktor, Romana és K9 az Idő Kulcsának harmadik darabját kutatják a Cornwall régi kőköröknél. Itt találkoznak egy Amelia Rumford nevű professzornővel, és asszintesével Vivien Fay-l. A közelben egy akkori druidaszekta központja található, akik a háború, a mágia és a halál istennőjének, Cailleach-nak a követői. A hely sötét események kiindulópontja...

## Utalás korábbi részekre
A kőkör felett elrejtett űrhajónak szobáiban a Doktor korábbi ismerőseire talált halott formában. Ezek nem voltak más mint egy halott Wirrn (The Ark in Space) és egy Kraal android csontváza (The Android Invasion)

## Epizódlista
| Epizód sorszáma | Bemutátó napja     | Hossza | Nézők száma (millió) |
| --------------- | ------------------ | ------ | -------------------- |
| 1.              | 1978. október 28.  | 24:20  | 8,6                  |
| 2.              | 1978. november 4.  | 23:53  | 6,6                  |
| 3.              | 1978. november 11. | 24:27  | 9,3                  |
| 4.              | 1978. november 18. | 23:07  | 7,6                  |

## Könyvkiadás
A könyvváltozatát 1980. március 20.-n adta ki a Target könyvkiadó. Írta Terrance Dicks.

## Otthoni kiadás
- VHS-n 1995 májusában adták ki.
- DVD-n 2007. szeptember 24.-n adták ki.

### Fordítás
- Ez a szócikk részben vagy egészben  a   The_Stones_of_Blood című angol Wikipédia-szócikk fordításán alapul.  Az eredeti cikk szerkesztőit annak laptörténete sorolja fel. Ez a jelzés csupán a megfogalmazás eredetét és a szerzői jogokat jelzi, nem szolgál a cikkben szereplő információk forrásmegjelöléseként.